# Hieorhij Taraziewicz
Hieorhij Stanisławawicz Taraziewicz (biał. Георгій Станіслававіч Таразевіч, ros. Георгий Станиславович Таразевич, Gieorgij Stanisławowicz Taraziewicz; ur. 17 lipca 1937 w Słobodzie koło Miadzioła, zm. 21 marca 2003 w Mińsku) – radziecki i białoruski polityk i dyplomata, w latach 1985–1989 przewodniczący Prezydium Rady Najwyższej Białoruskiej SRR, w latach 1994–1995 ambasador Republiki Białorusi w Polsce, od 1995 roku związany z opozycją; kandydat nauk technicznych (odpowiednik polskiego stopnia doktora).

## Życiorys

### Okres radziecki
Urodził się 17 lipca 1937 roku we wsi Słoboda koło Miadzioła, w województwie wileńskim II Rzeczypospolitej. W 1959 roku ukończył Lwowski Instytut Politechniczny, uzyskując wykształcenie inżyniera geodety, a w 1987 roku – Akademię Nauk Społecznych przy KC KPZR. Od 1959 roku pracował jako wykładowca Białoruskiego Instytutu Inżynierów Transportu Kolejowego. W 1969 uzyskał stopień kandydata nauk technicznych (odpowiednik polskiego stopnia doktora). Od 1969 roku pracował jako kierownik Białoruskiego Kartograficznego Przedsiębiorstwa Geodezyjnego. W latach 1974–1991 był członkiem Komitetu Centralnego Komunistycznej Partii Białorusi (KPB), był także kandydatem na członka Komitetu Centralnego Komunistycznej Partii Związku Radzieckiego. W latach 1974–1979 pracował jako I sekretarz Sowieckiego Komitetu Rejonowego KPB miasta Mińska, II sekretarz Mińskiego Komitetu Miejskiego KPB. Od 1980 roku pełnił funkcję przewodniczącego Mińskiego Miejskiego Komitetu Wykonawczego. W latach 1980–1990 był deputowanym do Rady Najwyższej Białoruskiej SRR X i XI kadencji. Od 1983 roku pełnił funkcję I sekretarza Mińskiego Komitetu Miejskiego KPB. W latach 1985–1989 był jednocześnie: przewodniczącym Prezydium Rady Najwyższej Białoruskiej SRR, deputowanym do Rady Najwyższej ZSRR XI kadencji i zastępcą przewodniczącego Prezydium Rady Najwyższej ZSRR. W latach 1986–1991 był członkiem Komitetu Centralnego KPZR. Stał na czele komisji ds. zbadania okoliczności związanych z użyciem siły i gazu paraliżującego „czeromucha” przeciwko uczestnikom demonstracji „Dziady-88” w Mińsku. W latach 1989–1991 był deputowanym ludowym do Rady Najwyższej ZSRR XII kadencji, pełniąc w niej funkcję przewodniczącego Komisji Stosunków Międzynarodowych i Komisji Planowo-Budżetowej. Jako zaufany człowiek Michaiła Gorbaczowa kierowany był do wielu punktów zapalnych na terenie ZSRR – Górskiego Karabachu, Tbilisi, Baku i Wilna.

### W niepodległej Białorusi
W 1991 roku Hieorhij Taraziewicz pracował jako przewodniczący Komitetu Geodezji przy Radzie Ministrów Republiki Białorusi. Od 1993 roku był pierwszym zastępcą ministra spraw zagranicznych Republiki Białorusi. W czasie wyborów prezydenckich w 1994 roku popierał kandydaturę Alaksandra Łukaszenki. W latach 1994–1995 pełnił funkcję Nadzwyczajnego i Pełnomocnego Ambasadora Republiki Białorusi w Polsce. W 1995 roku negatywnie odniósł się do zainicjowanego przez prezydenta referendum, występując w obronie języka białoruskiego jako jedynego języka państwowego oraz biało-czerwono-białej flagi i herbu „Pogoń” jako symboli państwowych Białorusi. Na znak protestu zrezygnował z funkcji ambasadora. Od tego czasu działał w opozycji. W 1998 roku wszedł w skład Narodowego Komitetu Wykonawczego – utworzonego przez opozycję gabinetu cieni. Pełnił w nim funkcję przewodniczącego Komisji Stosunków Narodowościowych i Religijnych. Był członkiem Białoruskiej Socjaldemokratycznej Partii (Ludowej Hramady), stał na czele Centralnej Komisji Kontrolnej tego ugrupowania. Zmarł 21 marca 2003 roku w swoim mieszkaniu w Mińsku. Trzy dni później został pochowany na cmentarzu Wschodnim. Pomimo pełnienia przez niego najwyższych stanowisk, białoruskie władze nie zdecydowały się na pogrzeb o charakterze państwowym.